# Бурий крячок
Бурий крячок (Anous) — рід сивкоподібних птахів підродини крячкових (Sterninae) родини мартинових (Laridae). Включає 5 видів.

## Поширення
Бурі крячки мешкають у тропічних океанах і поширені по всьому світу, починаючи від Гаваїв до архіпелагу Туамоту й Австралії в Тихому океані, від Червоного моря до Сейшельських островів і Австралії в Індійському океані та в Карибському басейні до Трістан-да-Кунья в Атлантичному океані. Вони гніздяться колоніями на скелях або на низьких деревах чи кущах, рідко на землі.

## Класифікація
Рід містить 5 видів:
- Крячок бурий (Anous stolidus)
- Крячок атоловий (Anous minutus)
- Крячок тонкодзьобий (Anous tenuirostris)
- Крячок сірий (Anous cerulea)
- Крячок сірокрилий (Anous albivitta)